# Pomnik Bojowników o Wyzwolenie Społeczne i Narodowe w Pabianicach
Pomnik Bojowników o Wyzwolenie Społeczne i Narodowe w Pabianicach – pomnik Bojowników o Wyzwolenie Społeczne i Narodowe, który znajdował się w Pabianicach w latach 1968–2022.

## Historia
Pomnik został odsłonięty 14 grudnia 1968 roku na 20-lecie PZPR. Autorem był artysta rzeźbiarz Antoni Biłas. Monument wykonano w betonie. W 1968 roku pomnik był określany jako "pomnik – symbol trudu i walki najlepszych synów miasta".
W 2018 roku Instytut Pamięci Narodowej wydał opinię, że Pomnik Bojowników o Wyzwolenie Społeczne i Narodowe w Pabianicach (z napisami m.in. komunistycznej partii PPR) trzeba usunąć, gdyż propaguje komunizm.
W grudniu 2022 roku w ramach prac rewitalizacji starówki w Pabianicach pomnik został usunięty.